# Miglior giocatore World Rugby dell'anno
Il premio di miglior giocatore World Rugby dell'anno (in inglese World Rugby Player of the Year) è un riconoscimento conferito annualmente da World Rugby, l'organismo mondiale di governo del rugby a 15.
Istituito nel 2001 come IRB Player of the Year, cambiò nome nel 2014 quando l'International Rugby Board assunse il nome attuale.
Si assegna normalmente a novembre o dicembre ed è destinato al rugbista eletto miglior giocatore dell'anno solare.
Dal 2014 si assegna anche il corrispettivo femminile la cui prima vincitrice, la canadese Magali Harvey, ne fu insignita a latere delle premiazioni alla Coppa del Mondo di rugby femminile 2014 a Parigi.

## Storia
L'International Rugby Board istituì nel 2001 una serie di premi, collettivamente chiamati Premi IRB (oggi Premi World Rugby).
Relativamente ai giocatori, fu deciso di scegliere il nome tra una rosa di candidati; il primo anno fu l'irlandese Keith Wood a prevalere in una cerchia di cinque nomination.
Sia in termini di riconoscimenti vinti che di numero di giocatori, al 2023 è la Nuova Zelanda la federazione a vantare la maggioranza di vittorie: con sei giocatori si è infatti aggiudicata il riconoscimento undici volte (3 a testa con Dan Carter e Richie McCaw, 2 con Beauden Barrett, una con Kieran Read, Brodie Retallick e Ardie Savea); le altre dieci vittorie sono state appannaggio tre volte ciascuna di Francia (con Fabien Galthié, Thierry Dusautoir e Antoine Dupont), Sudafrica (Schalk Burger, Bryan Habana e Pieter-Steph du Toit) e Irlanda (il citato Wood, Jonathan Sexton e Josh van der Flier), nonché una ciascuna di Inghilterra (Jonny Wilkinson) e Galles (Shane Williams).
Nel 2014, a latere della Coppa del Mondo che si tenne in Francia, si assegnò anche il premio femminile, il quale fu consegnato al termine della competizione: ad aggiudicarselo la canadese Magali Harvey che faceva parte della formazione finalista sconfitta dall'Inghilterra.
Dal 2015 la vincitrice è premiata nella stessa cerimonia in cui si assegnano gli altri riconoscimenti di World Rugby.
Nel 2020, a causa dell'attività internazionale limitata dalla pandemia di COVID-19, Word Rugby non assegnò il titolo dei migliori dell'anno, ma assegnò un premio speciale ai migliori giocatori e giocatrici per ogni ruolo al fine di costituire la miglior squadra di 15 elementi del decennio precedente.
Furono inoltre assegnati i titoli di miglior giocatore del decennio sia per la categoria maschile che femminile, appannaggio rispettivamente del neozelandese Richie McCaw e della francese Jessy Trémoulière.
Nel 2021, con il ritorno alla normale attività, furono riassegnati i premi individuali.
Tra gli uomini fu insignito del riconoscimento il francese Antoine Dupont, mentre tra le donne il titolo andò all'inglese Zoe Aldcroft.
Nel 2022 furono premiati l'irlandese Josh van der Flier, flanker della nazionale che chiuse il 2022 al primo posto del ranking mondiale, e la capitana della Nuova Zelanda Ruahei Demant, miglior giocatrice della finale della Coppa del Mondo 2021 e da pochi giorni campionessa mondiale per la prima volta.

## Albo d'oro

### Maschile
| Edizione | Vincitore          | Vincitore            | Altri candidati                                                                     |
| -------- | ------------------ | -------------------- | ----------------------------------------------------------------------------------- |
| 2001     | Keith Wood         | Keith Wood           | George Gregan Brian O'Driscoll George Smith Jonny Wilkinson                         |
| 2002     | Fabien Galthié     | Fabien Galthié       | Richie McCaw Joe van Niekerk Brian O'Driscoll Jason Robinson                        |
| 2003     | Jonny Wilkinson    | Jonny Wilkinson      | Imanol Harinordoquy Richie McCaw Steve Thompson Phil Waugh                          |
| 2004     | Schalk Burger      | Schalk Burger        | Serge Betsen Gordon D'Arcy Matt Giteau Marius Joubert                               |
| 2005     | Dan Carter         | Dan Carter           | Bryan Habana Victor Matfield Richie McCaw Tana Umaga                                |
| 2006     | Richie McCaw       | Richie McCaw         | Dan Carter Chris Latham Paul O'Connell Fourie du Preez                              |
| 2007     | Bryan Habana       | Bryan Habana         | Felipe Contepomi Juan Martín Hernández Yannick Jauzion Richie McCaw                 |
| 2008     | Shane Williams     | Shane Williams       | Sergio Parisse Mike Blair Dan Carter Ryan Jones                                     |
| 2009     | Richie McCaw       | Richie McCaw         | Jamie Heaslip Brian O'Driscoll Fourie du Preez François Steyn Matt Giteau Tom Croft |
| 2010     | Richie McCaw       | Richie McCaw         | Mils Muliaina David Pocock Victor Matfield Imanol Harinordoquy Kurtley Beale        |
| 2011     | Thierry Dusautoir  | Thierry Dusautoir    | Will Genia Jerome Kaino David Pocock Ma'a Nonu Piri Weepu                           |
| 2012     | Dan Carter         | Dan Carter           | Owen Farrell Richie McCaw Frédéric Michalak                                         |
| 2013     | Kieran Read        | Kieran Read          | Eben Etzebeth Leigh Halfpenny Sergio Parisse Ben Smith                              |
| 2014     | Brodie Retallick   | Brodie Retallick     | Willie le Roux Julian Savea Jonathan Sexton Duane Vermeulen                         |
| 2015     | Dan Carter         | Dan Carter           | Michael Hooper Alun Wyn Jones Greig Laidlaw David Pocock Julian Savea               |
| 2016     | Beauden Barrett    | Beauden Barrett      | Dane Coles Owen Farrell Jamie Heaslip Maro Itoje Billy Vunipola                     |
| 2017     | Beauden Barrett    | Beauden Barrett      | Owen Farrell Israel Folau Rieko Ioane Maro Itoje                                    |
| 2018     | Jonathan Sexton    | Jonathan Sexton      | Beauden Barrett Faf de Klerk Rieko Ioane Malcolm Marx                               |
| 2019     |                    | Pieter-Steph du Toit | Tom Curry Alun Wyn Jones Cheslin Kolbe Ardie Savea Joe Taufete'e                    |
| 2021     | Antoine Dupont     | Antoine Dupont       | Michael Hooper Maro Itoje Samu Kerevi                                               |
| 2022     | Josh van der Flier | Josh van der Flier   | Lukhanyo Am Antoine Dupont Jonathan Sexton                                          |
| 2023     | Ardie Savea        | Ardie Savea          | Eben Etzebeth Antoine Dupont Bundee Aki                                             |
| 2024     |                    | Pieter-Steph du Toit | Caelan Doris Eben Etzebeth Cheslin Kolbe                                            |

### Femminile
| Edizione | Vincitrice        | Vincitrice        | Altre candidate                                               |
| -------- | ----------------- | ----------------- | ------------------------------------------------------------- |
| 2014     |                   | Magali Harvey     | Niamh Briggs Safi N'Diaye Kelly Russell                       |
| 2015     | Kendra Cocksedge  | Kendra Cocksedge  | Gaëlle Mignot Sophie Spence                                   |
| 2016     | Sarah Hunter      | Sarah Hunter      | Fiao'o Fa'amausili Gaëlle Mignot                              |
| 2017     | Portia Woodman    | Portia Woodman    | Kelly Brazier Romane Ménager Safi N'Diaye Lydia Thompson      |
| 2018     | Jessy Trémoulière | Jessy Trémoulière | Pauline Bourdon Fiao'o Fa'amausili Gaëlle Hermet Safi N’Diaye |
| 2019     | Portia Woodman    | Emily Scarratt    | Sarah Bern Pauline Bourdon Kendra Cocksedge Katy Daley-Mclean |
| 2022     | Ruahei Demant     | Ruahei Demant     | Sophie de Goede Alex Matthews Laure Sansus Portia Woodman     |
| 2023     | Marlie Packer     | Marlie Packer     | Ruahei Demant Abby Dow Gabrielle Vernier                      |
| 2024     | Ellie Kildunne    | Ellie Kildunne    | Pauline Bourdon Alex Matthews Alex Tessier                    |